# Experiență extracorporală

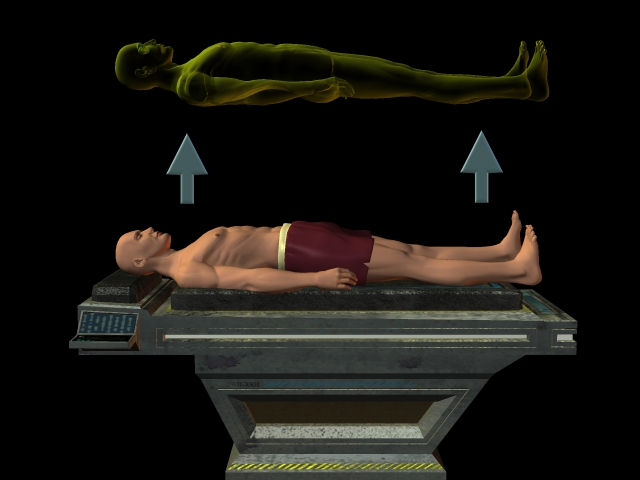

Experiența extracorporală (engleză Out of body experience), este un fenomen încadrat printre cele paranormale, reprezentând o experiență ce implică, de obicei, o senzație de plutire în afara corpului cuiva și, în unele cazuri, perceperea propriului corp fizic dintr-un loc (autoscopie). 
Termenul ca atare a apărut în 1943 în cartea lui George Nugent Merle Tyrrell - Apparitions., și a fost adoptat de către cercetători, cum ar fi Celia Green și Robert Monroe, ca o alternativă la "proiecția astrală", "călătorie sufletului", sau "mersul spiritului". Experiențele extracorporale pot fi induse printre altele prin meditație, privarea senzorială, traumatisme cerebrale, experiențe aproape de moarte, droguri psihedelice și disociative, deshidratare, somn sau stimularea electrică a creierului. Unii oameni susțin, că pot experimenta asemenea experiențe după propria voință, și că această capacitate ar fi apărut în mod spontan sau s-a dezvoltat pe parcursul practicilor de meditație. Unul din zece oameni au o experiență extracorporală o dată în viață, sau cel mai frecvent, de mai multe ori în viața.
Experiențele extracorporale, precum și experiențele aproape de moarte pot avea un impact profund asupra transformării identității persoanei. După o experiență extracorporală, frica de moarte scade iar raportarea omului față de lume și față de sine insuși se schimbă, de obicei, pentru în mai bine.
Oamenii de știință consideră, în general, experiențele extracorporale ca fiind experiențe disociative cauzate de diferiți factori psihologici și neurologici.

## Descrierea fenomenului
Experiența părăsirii corpului - este una subiectivă, ce poate fi descrisă doar de către persoana care a trăit experiența. Descrierile, în general, prezintă următoarele elemente caracteristice:
- senzația de separare de corpul fizic ce stă culcat nemișcat și ieșirea din corpul fizic într-un "alt" corp;
- schimbarea percepției perspectivei subiective cu transferul centrului acesteia intr-un punct înafara corpului fizic;
- autoscopia, adică percepția propriului corp dintr-o parte, de obicei din partea de sus.

În această stare omul de parcă plutește sub tavan și se uită la corpul sau fizic. Corpul rămâne nemișcat, însă omul trăiește senzația, în care el ar putea să se miște în corpul «plutitor» sau chiar să se deplaseze în spațiu. Durata acestei experiențe durează de obicei de la câteva secunde până la câteva minute.